# USS Banner (AKL-25)
La USS Banner (hull classification symbol AKL-25, poi AGER-1) è stata una nave della United States Navy, dapprima usata come cargo ausiliario leggero (light auxiliary cargo - AKL), poi dal 1967 per operazioni di intelligence elettronica. La sua classificazione iniziale era FS-345, come facente parte del progetto di cargo costieri design 381. Divenne parte del programma "AGER" insieme alla USS Pueblo e alla USS Palm Beach.
La nave fu dismessa nel 1969 e demolita l'anno successivo.